# 古峰镇
古峰镇，是中华人民共和国福建省宁德市屏南县下辖的一个乡镇级行政单位。

## 行政区划
古峰镇下辖以下地区：
城东社区、城北社区、佳洋社区、长汾社区和古厦社区。